# Bristol Gordon England
Los Bristol Gordon England fueron una serie de primeros aviones biplanos militares británicos, diseñados por Eric Gordon England para la Bristol Aeroplane Company, que volaron por primera vez en 1912. Diseñado para un fácil transporte terrestre, el avión podía desmontarse rápidamente.

## Diseño y desarrollo
El primer diseño de Gordon England, el G.E.1, era un biplano de dos vanos y envergaduras iguales de configuración tractora, propulsado por un motor Clerget de cuatro cilindros refrigerado por agua de 37 kW (50 hp), y movía una hélice bipala mediante una transmisión por cadena que proporciona una reducción de velocidad de 2:1. La tripulación, compuesta por dos personas, se acomodaba lado a lado en una única cabina, equipada con controles duales. La cola consistía en un pequeño plano de cola triangular y elevadores montado en la parte superior del fuselaje de sección rectangular y empenajes triangulares alargados por encima y por debajo del fuselaje, con el timón no compensado montado sobre el borde de salida.
Después de las pruebas realizadas durante mayo y junio de 1912, se quitaron los empenajes y se instaló un timón agrandado y equilibrado aerodinámicamente. El avión fue vendido a Deutsche Bristol Werke. Sin embargo, se determinó que no era adecuado para su uso como entrenador, fue devuelto a la fábrica de Bristol en Filton en septiembre de 1912 y desguazado.
El G.E.2 fue una ampliación y refinamiento del diseño anterior. El fuselaje se apoyaba sobre los pares más internos de soportes interplananares, de modo que había un espacio entre el fuselaje y el ala inferior, y se añadió un carenado curvo poco profundo en las partes superior e inferior del fuselaje. El plano de cola fue ampliado y montado en una posición media del fuselaje. Se construyeron dos ejemplares, uno de ellos propulsado por un motor rotativo Gnome 14 Omega-Omega de 75 kW (100 hp) y el otro con un Daimler de cuatro cilindros en línea refrigerado por agua de 53 kW (70 hp). Ambos participaron en las pruebas de aviones militares británicos celebradas en agosto de 1912, el primero pilotado por Gordon England y el otro, por Howard Pixton, pero no tuvieron éxito y sólo completaron las pruebas de montaje rápido. La versión con motor Daimler demostró tener poca potencia y el otro avión sufrió daños en un accidente al principio de la competición, que ganó el biplano Cody V. Sin embargo, Bristol tuvo cierto éxito: su diseño monoplano quedó en tercer lugar.
El diseño se perfeccionó aún más en el G.E.3, del que se construyeron dos ejemplares para el gobierno turco. Tenía un fuselaje carenado en una sección transversal circular con la tripulación en dos cabinas en tándem, con depósitos de combustible y aceite suficientes entre ambos para tres horas de vuelo, estaba propulsado por un motor motor rotativo de una fila Gnome Lambda de 60 kW (80 hp) encerrado tres cuartas partes bajo una cubierta circular. Los soportes continuos interplanares más internos fueron reemplazados por soportes cortos entre los larguerillos inferiores y el ala inferior, y por una cabaña que constaba de dos juegos de soportes en forma de V invertida complementados por un solo soporte entre el centro del ala superior y el morro del avión. Las pruebas del avión revelaron que los largueros del ala eran demasiado flexibles, y aunque se intentó solucionar este problema añadiendo un arriostrado corto mediante pendolón en el larguero posterior, en ese momento el bloqueo italiano de Turquía dificultaba la entrega y no se llevó a cabo ningún desarrollo posterior.

## Variantes
G.E.1
Uno construido. Propulsado por un motor en línea Clerget de 40 kW (50 hp): longitud 8,84 m, envergadura 10,26 m.
G.E.2
Dos construidos: uno con un motor Gnome de 80 kW (100 hp), el otro con un Daimler de 53 kW (70 hp).
G.E.3
Dos construidos. Propulsados por un motor Gnome Lambda de 60 kW (80 hp), longitud 8,63 m, envergadura 12 m.

## Especificaciones (G.E.2, motor Gnome)
Referencia datos: Barnes

### Características generales
- Tripulación: Dos (piloto y observador)
- Longitud: 9,5 m (31 ft)
- Envergadura: 12,2 m (40 ft)
- Superficie alar: 37,2 m² (400,4 ft²)
- Peso vacío: 480 kg (1057,9 lb)
- Peso cargado: 907 kg (1999 lb)
- Planta motriz: 1× motor rotativo de 14 cilindros en dos filas refrigerado por aire Gnome 14 Omega-Omega.
  - Potencia: 75 kW (103 HP; 102 CV)
- Hélices: Bipala de paso fijo

### Rendimiento
- Velocidad máxima operativa (Vno): 109 km/h (68 MPH; 59 kt)